# Tiefer-Wald
Tiefer-Wald este o arie protejată (sit de importanță comunitară — SCI) din Austria întinsă pe o suprafață de 1,73 ha, integral pe uscat.

## Localizare
Centrul sitului Tiefer-Wald este situat la coordonatele 46°52′27″N 10°29′19″E / 46.8743°N 10.4886°E.

## Înființare
Situl Tiefer-Wald a fost declarat sit de importanță comunitară în iunie 2015 pentru a proteja 1 specie de plante.

## Biodiversitate
Situată în ecoregiunea alpină, aria protejată nu include niciun habitat protejat.
La baza desemnării sitului se află o specie protejată de  plante: Asplenium adulterinum.